# Лучшая сестра
«Лучшая сестра» (англ. The Better Sister) — американский телесериал в жанрах детективного и психологического триллера, снятый режиссёром Крейгом Гиллеспи. Главные роли исполнили Джессика Бил и Элизабет Бэнкс. Экранизация одноимённого романа Алафэр Бёрк, вышедшего в 2019 году.

## Сюжет
Успешная бизнесвумен Хлоя и её наркозависимая сестра Никки вынуждены объединить усилия, когда мужа Хлои Адама внезапно убивают.

## В ролях
- Джессика Бил — Хлои
- Элизабет Бэнкс — Ники
- Кори Столл — Адам
- Максвелл Эйси Донован — Итан
- Ким Диккенс — Нэнси
- Бобби Надери — Мэтт

## Производство
Сериал является экранизацией романа «Лучшая сестра», написанного в 2019 году Алафэр Берк. Берк выступает в качестве консультанта сериала, Элизабет Бэнкс исполнит главную роль и станет исполнительным продюсером от компании Brownstone Productions, Джессика Бил также вошла в актёрский состав и станет исполнительным продюсером от компании Iron Ocean Films, вместе с Мишель Пурпур. Крэйг Гиллеспи стал режиссёром, а также исполнительным продюсером вместе с Энни Мартер через компанию Fortunate Jack Productions. Сериал совместного производства компаний Tomorrow Studios и Amazon MGM Studios, Марти Адельштейн, Бекки Клементс и Алисса Бахнер из Tomorrow Studios являются исполнительными продюсерами.
В июне 2024 года к актёрскому составу присоединились Кори Столл, Бобби Надери, Ким Диккенс и Максвелл Эйси Донован.
Съёмки начались в Нью-Йорке в июне 2024 года.
Премьера сериала состоится на Amazon Prime Video.